# 皮蛋
皮蛋（ピータン）は、中華料理の一つで、加工卵の一種。主としてアヒルの卵を用い、鶏卵やウズラの卵も代用される。卵を強いアルカリ性の条件で熟成させて製造する。高級品には白身の表面にアミノ酸の結晶による松の枝のような紋様がつくことから、松花蛋と呼ぶ（「花」は“紋様”を意味し、全体として「松の紋様の卵」の意）。

## 食べ方
皮蛋は、硫化水素の独特の匂いと刺激的な味を持つ。なお、食べるときは殻についた粘土や籾殻などを洗い落としてから殻を剥いて食べる。できればスライスしてしばらく空気にさらし、匂いが減ったころに食べるとよい。
黄身が半熟状で匂いの弱い溏心皮蛋と黄身が硬く保存性の高い硬心皮蛋の2種類に大別される。一般的には匂いが弱く、味も良い溏心皮蛋の方が好まれる傾向にある。
前菜として、そのまま食べるだけではなく、食材として、皮蛋豆腐や皮蛋粥といった中華料理に使われることも多い。また、さくさくしたパイ生地で餡と皮蛋を包んだ皮蛋酥など、菓子の具としても使われることがある。

## 製造法
記録によると、明代初期にアヒルの卵を灰の中に埋めて忘れてしまい、2か月後に発見された卵が熟成していたことから偶然に製法が発見されたとある。
石灰や木炭を混ぜた粘土を卵殻に塗りつけ、さらに籾殻をまぶして甕の中のような冷暗所に2か月程貯蔵する、とされているが、消石灰、炭酸ナトリウム、塩、黄丹粉（一酸化鉛）で作ることもできる。
石灰によって徐々に殻の内部がアルカリ性となり、タンパク質が変性して固化してゆく。白身部分は褐色のゼリー状、黄身部分は暗緑色になる。

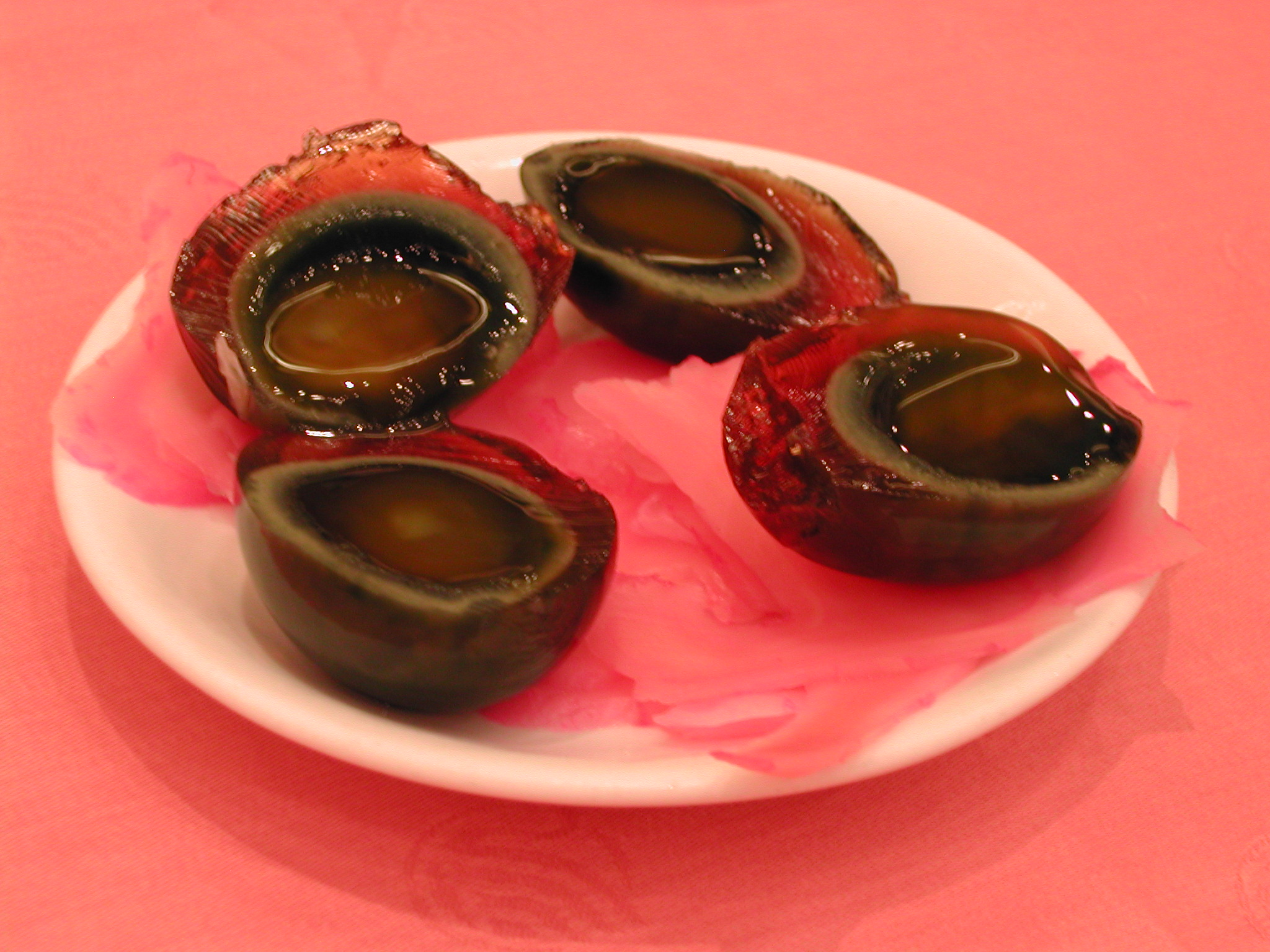
紅しょうがをあしらった溏心皮蛋。
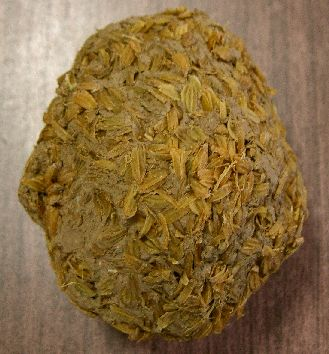
籾殻をまぶしたままの皮蛋。
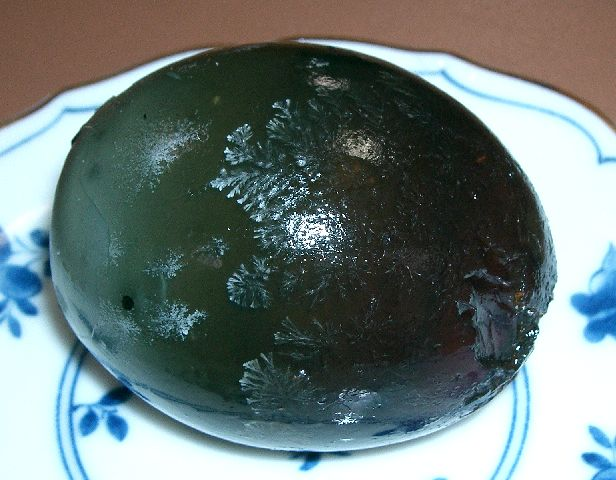
白身の表面に紋様がある皮蛋。
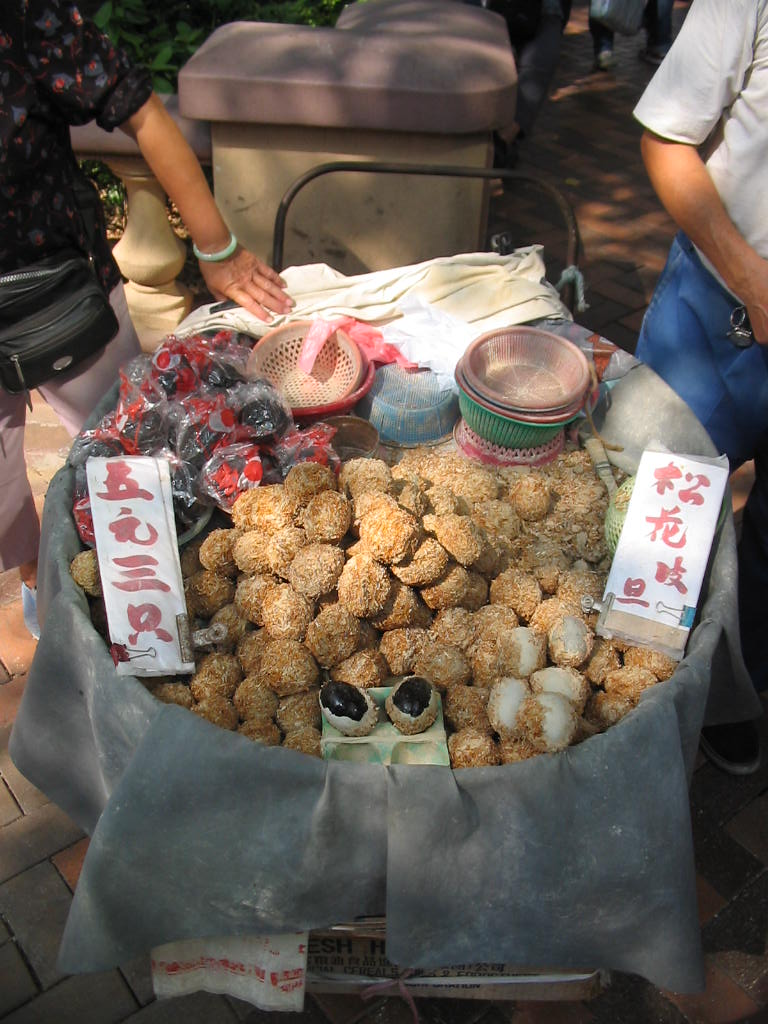
売りものの皮蛋（香港）。
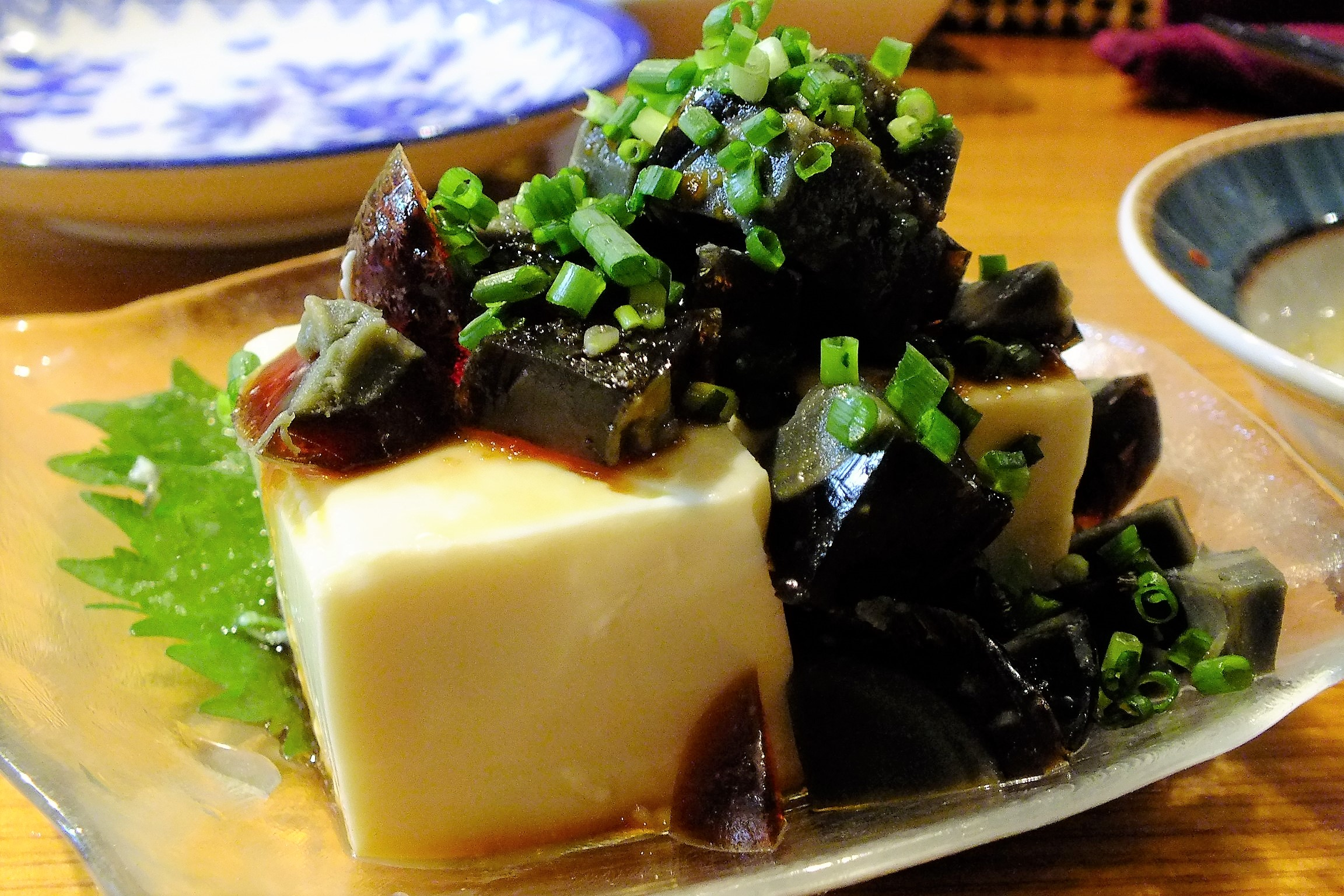
皮蛋豆腐（石垣島の沖縄料理レストラン）。
皮蛋豆腐（秋葉原のメイド喫茶）。
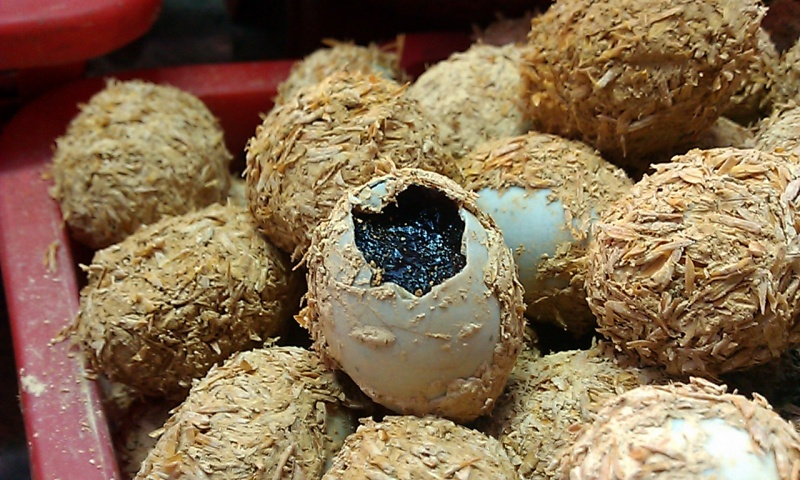
ベトナムの市場にて。
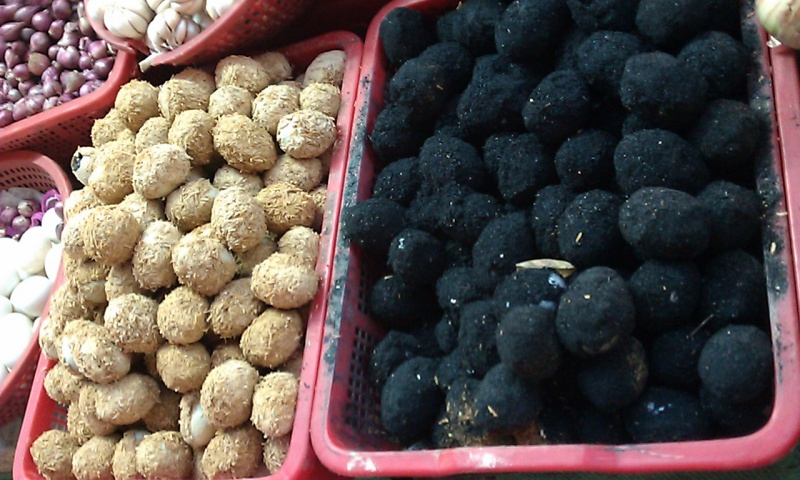
同じくベトナム、白黒2種類の籾殻に覆われる。

### 鉛の含有
ピータンは製造過程で蛋白の凝固を促進するため「黄丹粉」と呼ばれる一酸化鉛の化合物を使用する。1971年に台湾大学の劉伯文教授がピータンには人体に有害な鉛成分が含まれるとの研究結果を発表し、中国政府は1988年よりピータンの鉛含有量に基準値を設定し、1000グラム当たり3ミリグラム未満とした。さらに2015年12月1日より、1000グラム当たり0.5ミリグラム未満に改定されている。
以後、黄丹粉を使用しない「無鉛ピータン」と銘打った製品が流通するようになった。だが別種の鉛化合物が使用されるなど鉛中毒のリスクは解消されていない。2015年2月「微量の鉛が入っているのに『無鉛ピータン』の名前で売るのは詐欺行為だ」として損害賠償を求める訴訟が起こされ、北京の裁判所は消費者側の訴えを認める判決を下した。